# Meteosat de Tercera Generación

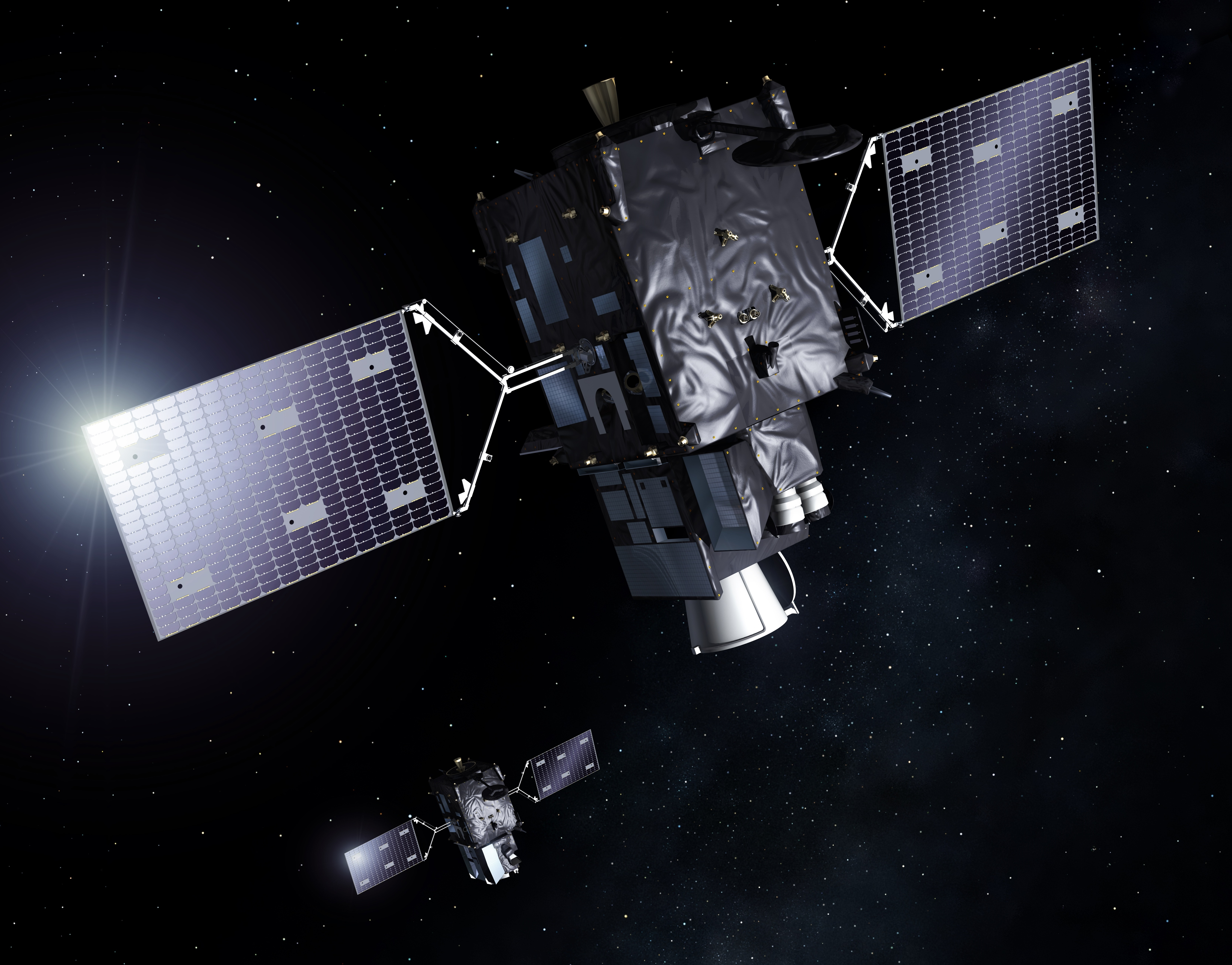
Recreación artística del Meteosat de Tercera Generación.

Meteosat de Tercera Generación (MTG) es un programa de satélites meteorológicos geoestacionarios del sistema Meteosat iniciado en 2008 que desarrolla la Organización Europea para la Explotación de Satélites Meteorológicos (EUTMESAT).
A fin de asegurar la cobertura de datos e imágenes de la atmósfera durante las próximas décadas, el actual Programa Meteosat de Segunda Generación (MSG) será sustituido por un nuevo programa de satélites geoestacionarios: los Meteosat de Tercera Generación (MTG). La cobertura financiera del programa alcanza 2.369 millones de euros, en las condiciones económicas de 2008.
El sistema MTG aumenta hasta cinco las misiones básicas de observación atmosférica al incluir las nuevas misiones de sondeo por infrarrojos y de detección de rayos y la observación continua de la composición atmosférica y la calidad del aire. La resolución de las observaciones de los satélites MTG aumentará en los aspectos espacial (uno a dos kilómetros para las observaciones clave), temporal (se pasa a ciclos de diez minutos en lugar de los quince del actual) y espectral (dieciséis canales en lugar de los doce anteriores). Con ello se podrán proporcionar nuevos productos útiles para el estudio del clima tales como energía irradiada por incendios forestales y la evaluación de la producción de dióxido de carbono. Asimismo, se espera un avance histórico en la predicción de la precipitación mediante el uso de esta nueva información tridimensional.
El sistema MTG estará formado por seis satélites de dos tipos diferentes: cuatro satélites de toma de imágenes (MTG-I1, I2, I3, I4) y dos satélites de sondeo (MTG-S1, MTG-S2). En los satélites MTG-I, el instrumento principal será el FCI (Flexible Combined Imager) cuyas medidas redundarán en mejores predicciones inmediatas y avisos de tiempo severo. Los canales adicionales permitirán un importante avance en la detección de aerosoles, incluyendo cenizas volcánicas, proporcionando por tanto importantes mejoras en la vigilancia de la calidad del aire. En los satélites MTG-S, el instrumento principal será el IRS (InfraRed Sounder). Además, la misión de detección de rayos que por primera vez se incluye en los satélites meteorológicos mejorará significativamente la localización de tormentas, proporcionando mayor seguridad a sectores tan sensibles a esos fenómenos como la aviación. Los satélites serán lanzados a partir de diciembre de 2022 en los lanzadores europeos Ariane 6.

## Lanzamientos
- Meteosat-12 (MTG-I1): lanzado el 13 de diciembre de 2022 en un Ariane 5.
- MTG-I2: lanzamiento pendiente.
- MTG-I3: lanzamiento pendiente.
- MTG-I4: lanzamiento pendiente.
- MTG-S1: lanzamiento pendiente.
- MTG-S2: lanzamiento pendiente.